# 細川神社

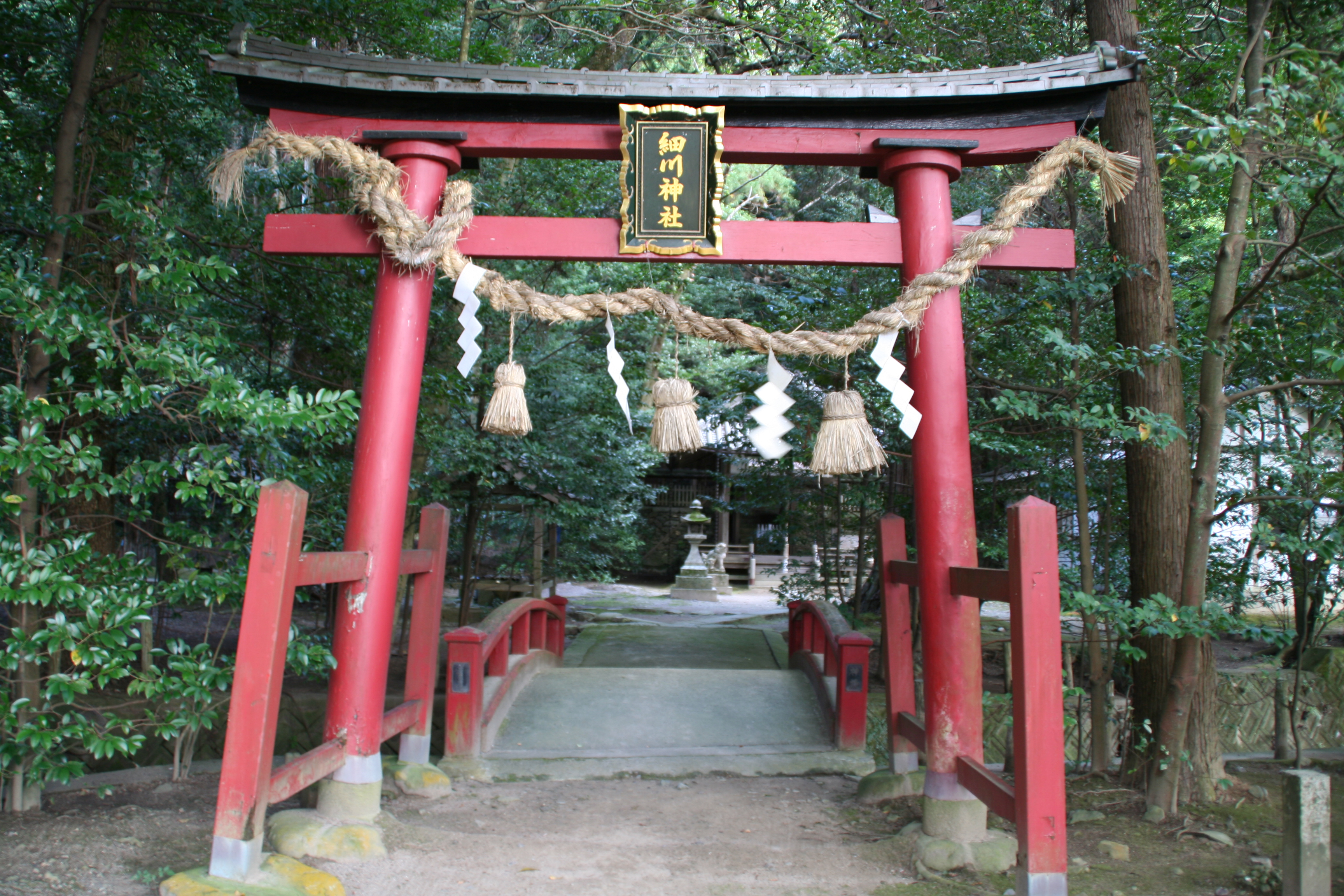
鳥居

細川神社（ほそかわんじゃ）は、大阪府池田市吉田町に鎮座する神社。摂津国豊島郡の式内社。旧社格は村社。

## 祭神
- 細川水大神
- 五十猛尊
神社明細帳に「祭神不詳」とあり、『大阪府史跡名勝天然記念物』では細川水神・素盞鳴尊・菅原道真とする。

## 歴史
創建年代は明らかでないが、『大阪府全志』に天平年間（729年 - 748年）以前と記されている。中世以降は所在（比定地）が不明であったが、『摂津名所図会』に「細河神社　吉田村慈園寺山にあり。延喜式内、今毘沙門天と称し、久安寺奥院とす。」とあり、享保年間（1716年～1735年）に、並河誠所が式内社に比定するまでは久安寺の奥院として伝わっていた。
- 明治5年村社に列す。
- 明治40年9月19日、伏尾の天満宮・中川原の門同素盞鳴尊・古江下垣内の八幡神社・東山字久保の愛宕神社を合祀。
- 明治41年12月神饌幣帛料供進社に指定[1]。

## 境内社
- 皇大神社
- 大国神社

## 交通アクセス
- 阪急宝塚本線池田駅から阪急バス久安寺方面行き乗車、東山下車、徒歩約10分